# Відносини Швейцарія — Європейський Союз
Швейцарія не є членом Європейського Союзу (ЄС). Вона асоціюється із Союзом через низку двосторонніх договорів, у яких Швейцарія прийняла різні положення законодавства Європейського Союзу, щоб брати участь в єдиному ринку Союзу, не вступаючи як член. Усі, крім однієї (мікродержава Ліхтенштейн) сусідніх із Швейцарією країн є членами ЄС.

## Порівняння
|                   | Європейський Союз | Швейцарія |
| ----------------- | --- | --- |
| Населення         | 447,206,135 | 8 570 146 (2019 estimate) |
| Площа             | 4,324,782 км2 (1,669,808 sq mi) | 41,285 км2 (15,940 sq mi) |
| Густота населення | 115/км2 (300/sq mi) | 207/км2 (536.1/sq mi) |
| Столиця           | Брюссель (де-факто) | Немає (де-юре), Берн (де-факто) |
| Найбільші міста   | Париж, Рим, Берлін, Відень, Мадрид, Амстердам, Атени, Дублін, Гельсінкі, Варшава, Лісабон, Стокгольм, Копенгаген, Прага, Бухарест, Нікосія, Будапешт, Загреб, Софія | Цюрих |
| Уряд              | Наднаціональна парламентська демократія на основі європейських договорів | Федеративна напівпряма демократія в умовах багатопартійної незалежної директоріальної республіки                                                   |
| Перший лідер      | Президент вищої влади Жан Моне | Йонас Фуррер (Перший президент конфедерації) |
| Поточний лідер    | Голова ради Шарль Мішель Голова комісії Урсула фон дер Ляєн | Іґнаціо Кассіс (президент) Ален Берсе (віце-президент) Вальтер Турнгерр (федеральний канцлер)                                                      |
| Офіційні мови     | 24 офіційні мови, з яких 3 вважаються "процедурними" (англійська , французька та німецька) | Німецька, французька, італійська, ретороманська |
| Основні релігії   | 72% християн (48% римські католики, 12% протестанти, 8% православні, 4% інші християни), 23% нерелігійні, 3% інші, 2% іслам | 65,5% християн (35,8% римо-католики, 23,8% швейцарці-реформати, 5,9% інші християни), 26,3% не мають релігії, 5,3% іслам, 1,6% інші, 1,3% невідомі |
| Етнічні групи     | німці (близько 83 мільйонів), французи (близько 67 мільйонів),італійці (близько 60 мільйонів), іспанці (близько 47 мільйонів), поляки (близько 46 мільйонів), румуни (близько 16 мільйонів), нідерландці (близько 13 мільйонів), греки (близько 11 мільйонів), португальці (бл. 11 млн.) та інші | |
| ВВП (номінальний) | 16,477 трлн доларів, 31 801 доларів на душу населення | 584 мільярди доларів, 67 557 доларів на душу населення                                                                                             |

## Торгівля
Європейський Союз є найбільшим торговим партнером Швейцарії, а Швейцарія - четвертим торговим партнером ЄС після Великої Британії, США та Китаю. На частку Швейцарії припадає 5,2% імпорту ЄС; головним чином хімічні речовини, лікарські засоби, машини, прилади та деталі. Що стосується послуг, то експорт ЄС до Швейцарії склав 67,0 млрд. Євро у 2008 році, тоді як імпорт із Швейцарії склав 47,2 млрд. Євро.

## Договори

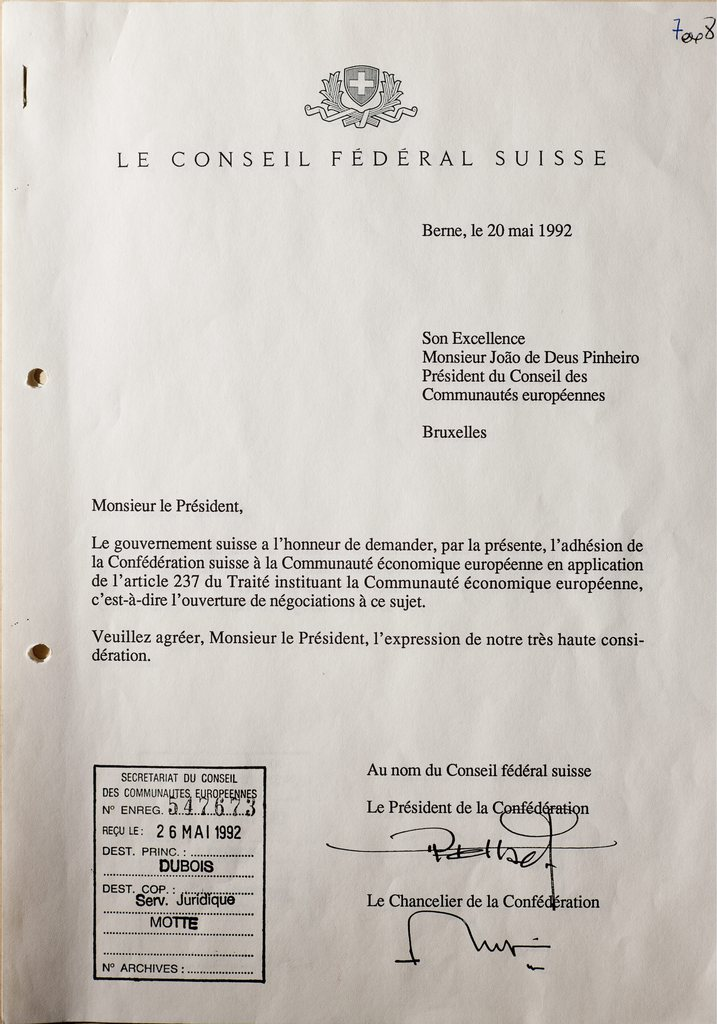
Лист щодо переговорів про членство

Швейцарія підписала угоду про вільну торгівлю з тодішнім Європейським економічним співтовариством у 1972 р., Яка набрала чинності в 1973 р.
Швейцарія є членом Європейської асоціації вільної торгівлі (ЄАВТ) і брала участь у переговорах щодо угоди про Європейський економічний простір (ЄЕЗ) з Європейським Союзом. Він підписав угоду 2 травня 1992 року та подав заявку на вступ до ЄС 20 травня 1992 року. Однак після того, як швейцарський референдум, проведений 6 грудня 1992 р., Відхилив членство в ЄЕЗ на 50,3% - 49,7%  уряд Швейцарії вирішив припинити переговори про членство в ЄС до подальшого повідомлення. Вони не відновилися, і в 2016 році Швейцарія офіційно відкликала заявку на членство в ЄС.
У 1994 р. Швейцарія та ЄС розпочали переговори про особливі відносини за межами ЄЕЗ. Швейцарія хотіла захистити економічну інтеграцію з ЄС, яку міг би дозволити договір про ЄЕЗ, одночасно очищаючи взаємозв'язок між суперечливими точками, які призвели до того, що люди відкинули референдум. Швейцарські політики наголосили на двосторонньому характері цих переговорів, де переговори велись між двома рівноправними партнерами, а не між 16, 26, 28 або 29, як це відбувається для переговорів про договори про ЄС.
Результатом цих переговорів стало десять договорів, узгоджених у два етапи, сума яких робить велику частку законодавства ЄС застосовним до Швейцарії. Договорами є:
Двосторонні угоди I (підписані 1999 р., Набули чинності 1 червня 2002 р.)
1. Вільне пересування людей
2. Повітряний рух
3. Дорожній рух
4. Сільське господарство
5. Технічні торгові бар'єри
6. Державні закупівлі
7. Наука

Двосторонні II угоди
1. Безпека та притулок та членство в Шенгені
2. Співпраця у справах шахрайства
3. Заключні положення у відкритих питаннях щодо сільського господарства, навколишнього середовища, засобів масової інформації, освіти, догляду за літніми, статистики та послуг.

Двосторонні угоди I виражаються як взаємозалежні. Якщо когось із них денонсують чи не поновлять, вони всі припиняють застосовувати. Згідно з преамбулою рішення ЄС про ратифікацію угод.
Це називають " пунктом гільйотини ". Хоча двосторонній підхід теоретично захищає право відмовити у застосуванні нових норм ЄС до Швейцарії, на практиці сфера цього обмежена цим пунктом. Угода про Європейський економічний простір містить подібний пункт.
До 2014 року двосторонній підхід, як його називають у Швейцарії, постійно підтримувався швейцарцями на референдумах. Це дозволяє швейцарцям зберегти відчуття суверенітету завдяки домовленостям, коли зміни до законодавства ЄС застосовуватимуться лише після того, як Спільний комітет ЄС та Швейцарії вирішить це консенсусом. Це також обмежує вплив ЄС на десять областей, де ЄЕЗ включає більше областей, за більшим винятком, ніж ЄЕЗ.
З точки зору ЄС, договори містять здебільшого такий же зміст, що і договори про ЄЕЗ,  робить Швейцарію віртуальним членом ЄЕЗ. Більшість законів ЄС застосовуються універсально на всій території ЄС, ЄЕЗ та Швейцарії, забезпечуючи більшість умов вільного пересування людей, товарів, послуг та капіталу, що стосуються держав-членів. Швейцарія сплачує до бюджету ЄС. Швейцарія поширила двосторонні договори на нові країни-члени ЄС; кожне продовження вимагало схвалення швейцарських виборців на референдумі.
На референдумі 5 червня 2005 року швейцарські виборці більшістю 55% погодились приєднатися до Шенгенської зони. Це набуло чинності 12 грудня 2008 р.
У 2009 році швейцарці проголосували за продовження вільного пересування людей до Болгарії та Румунії на 59,6% за і до 40,4% проти. Хоча Директива ЄС 2004/38 / ЄС про право вільно пересуватися та проживати не поширюється на Швейцарію, двостороння угода Швейцарії та ЄС про вільне пересування людей містить однакові права як для громадян Швейцарії та ЄЕЗ, так і для членів їх сімей.
До 2010 року Швейцарія уклала близько 210 торгових договорів з ЄС. Після інституційних змін в ЄС, зокрема щодо зовнішньої політики та посилення ролі Європейського парламенту, президент Європейської ради Герман Ван Ромпей та президент Швейцарії Доріс Лойтхард висловили бажання "перезавантажити" відносини ЄС та Швейцарії більш простим і чистим способом застосування законодавства ЄС у Швейцарії. У грудні 2012 року Рада Європейського Союзу заявила, що подальших договорів з питань єдиного ринку не буде, якщо Швейцарія та ЄС не домовляться про нову правову базу, подібну до ЄЕЗ, яка, між іншим, буде тісніше пов'язувати Швейцарію з розвивається ЄС законодавство. Пізніше президент Європейської комісії Хосе Мануель Баррозу підтвердив цю позицію. Однак другого референдуму щодо членства у Швейцарії в ЄЕЗ не очікується  і швейцарська громадськість продовжує проти приєднання.

### Шенгенська угода
У 2009 році Швейцарія стала учасником Шенгенської зони, прийнявши угоду про асоціацію шляхом всенародного референдуму в 2005 році. Це означає, що не існує паспортного контролю на кордонах Швейцарії з сусідами, хоча митний контроль продовжує застосовуватися.

### Референдум 2014 року
На референдумі в лютому 2014 року швейцарські виборці вузько схвалили пропозицію обмежити свободу пересування іноземних громадян до Швейцарії. Європейська комісія заявила, що їй доведеться вивчити наслідки результату для відносин між ЄС та Швейцарією, оскільки буквальне імплементація передбачає застереження щодо гільйотини.
22 грудня 2016 року Швейцарія та ЄС уклали угоду, згідно з якою новий швейцарський закон (у відповідь на референдум) вимагатиме від швейцарських роботодавців приймати всіх шукачів роботи (будь то громадяни Швейцарії чи громадяни, які не є швейцарцями, зареЄСтровані в швейцарських агентствах з працевлаштування) продовжуючи спостерігати за вільним переміщенням громадян ЄС до Швейцарії, дозволяючи їм там працювати.

### Швейцарські фінансові внески
З 2008 року Швейцарія внесла 1,3 мільярда швейцарських франків на різні проєкти, спрямовані на зменшення економічних та соціальних диспропорцій у розширеному ЄС. Одним із прикладів використання цих грошей є залізничний вокзал Легіоново в Польщі, який будується за швейцарський бюджет на 9,6 мільйона швейцарських франків.

### Запропонована рамкова угода
Переговори між Швейцарією та Європейською Комісією про домовленість про інституційні рамки розпочались у 2014 році та завершились у листопаді 2018 року. 7 грудня 2018 року Федеральна рада Швейцарії вирішила ні прийняти, ні відхилити узгоджену угоду, натомість обравши публічні консультації. Переговорна угода  охоплюватиме п’ять областей існуючих угод між ЄС та Швейцарією, укладених у 1999 році:
- вільне пересування осіб
- повітряний транспорт
- перевезення вантажів та пасажирів залізничним та автомобільним транспортом
- торгівля сільськогосподарською продукцією
- взаємне визнання стандартів

Примітно, що угода сприятиме легкому перенесенню законодавства ЄС у цих сферах у швейцарське законодавство, а Європейський суд буде остаточним та обов'язковим арбітром у суперечках у цих сферах. Якби угода була прийнята Швейцарією, країна мала б подібну позицію щодо введення законодавства ЄС (хоча і лише у вищезазначених п’яти сферах), як і в інших країнах ЄАВТ, які є членами ЄЕЗ. Окрім питань суверенітету, конкретні занепокоєння, порушені у Швейцарії, включають можливий вплив на закон про державну допомогу в кантональних банках, потенціал для транспонування Директиви про права громадян у швейцарське законодавство (і будь-який наслідок, що це впливає на соціальне забезпечення, наприклад) вплив на заробітну плату в країні. Комісія вважає прийняття угоди необхідним для надання Швейцарії доступу до нових сфер європейського єдиного ринку, включаючи ринок електроенергії та еквівалентність фондової біржі.
До червня 2019 року Федеральна рада Швейцарії не знайшла значного компромісу ні з внутрішніми консалтинговими партнерами, такими як швейцарські профспілки та представники бізнесу, ні з президентом Європейської комісії, що відходить, Жаном-Клодом Юнкером. Країни-члени ЄС також висловили думку, що подальший компроміс щодо тексту запропонованої рамкової угоди зі Швейцарією не буде можливим. Як результат, Брюссель не поширив свою еквівалентність фондового ринку на швейцарську фондову біржу через цей зрив переговорів між Швейцарією та ЄС, а в якості контрзаходу було введено в дію постанову Федеральної ради Швейцарії від листопада 2018 року, що обмежує майбутній обмін найбільше швейцарських акцій, що торгуються в ЄС, на швейцарську біржу SIX у Цюриху.
Переговори щодо запропонованої рамкової угоди між Швейцарією та ЄС були відновлені 23 квітня 2021 року, коли в Брюсселі зустрілися член Федеральної ради Швейцарії Гі Пармелен і президент Комісії ЄС Урсула фон дер Ляєн. Зустріч відбулася у дружній атмосфері, але домовитися не вдалося, оскільки федеральний радник наполягав на виключенні з угоди таких ключових питань, як захист заробітної плати в Швейцарії, Директива про права громадян та державна допомога кантональним банкам. Наступного тижня Стефані Рісо, заступник голови Кабінету міністрів у Комісії ЄС, поінформувала представників 27 країн-членів про прогрес щодо рамкової угоди зі Швейцарією. Комісія ЄС сприйняла вимоги Швейцарії як ультиматум, а країни ЄС висловили підтримку лідерству ЄС у переговорах. Міністр закордонних справ Іньяціо Кассіс заявив журналістам, що глухий кут стався через інше тлумачення положення про «вільне пересування людей» у рамковій угоді. У вересні 2020 року швейцарські виборці однозначно відхилили захід Швейцарської народної партії щодо обмеження вільного пересування людей і вирішили віддати перевагу двостороннім угодам з ЄС. Згідно з внутрішніми звітами Федеральної ради Швейцарії, невдалі переговори з Єврокомісією вже відбулися 11 листопада 2020 року, коли головний переговорник Лівія Леу піднялася на трибуну для переговорів між Швейцарією та ЄС.
26 травня 2021 року Швейцарія вирішила знову призупинити переговори з ЄС і не підписувати розроблену інституційну рамкову угоду між ЄС і Швейцарією. Основні розбіжності стосувалися свободи пересування, рівних умов та правил державної допомоги.
15 листопада 2021 року Марош Шефчович, віце-президент ЄС, відповідальний за переговори між Швейцарією та ЄС та Brexit, під час зустрічі в Брюсселі налаштував більш примирливий тон із міністром закордонних справ Швейцарії Іньяціо Кассісом. Сторони домовилися встановити структурований політичний діалог на рівні міністрів і відновити двосторонні переговори на початку 2022 року. Зокрема, міністр закордонних справ Швейцарії наполягав на тому, що Швейцарія буде знову інтегрована в програми Erasmus+ та Horizon Europe. На кону – низка угод між Швейцарією та ЄС, включаючи майбутній доступ до ринку електроенергії ЄС, а також наявність у громадян ЄС швейцарських пільг соціального страхування.

## Хронологія швейцарських голосів

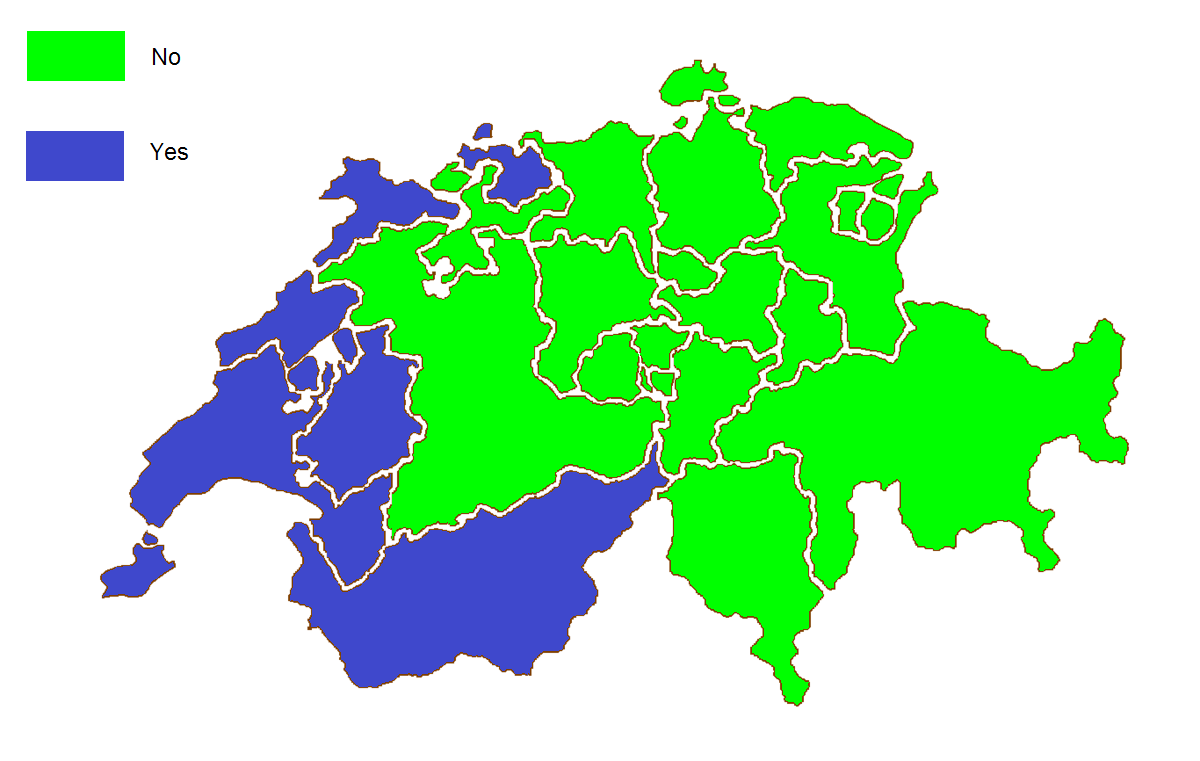
Результати референдуму Швейцарського Європейського економічного простору за кантонами 1992 р.
Так
Ні

Хронологія швейцарських голосів щодо Європейського Союзу:
- 3 грудня 1972 року : Угоду про вільну торгівлю з Європейськими Співтовариствами схвалили 72,5% виборців
- 6 грудня 1992 року : приєднання до Європейського економічного простору відхилено 50,3% виборців. Це голосування наголосило на культурному розриві між німецьким та франкомовним кантонами, Röstigraben. Єдиними кантонами, які говорять за ЄЕЗ, були Базель-Штадт і Базель-Ландшафт, які межують з Францією та Німеччиною.
- 8 червня 1997 року : федеральна народна ініціатива "Переговори щодо членства в ЄС: нехай люди вирішують!" про необхідність затвердження референдуму та кантонів для початку переговорів про вступ з ЄС (« Переговори про перехід на наступний час : que le peuple décide ! ») Відхилено 74,1% виборців.
- 21 травня 2000 р. : двосторонні угоди з ЄС приймають 67,2% виборців.
- 4 березня 2001 року : федеральна народна ініціатива "так до Європи!" (« Oui à l'Europe ! ») Щодо відкриття переговорів про вступ з ЄС відхилено 76,8% виборців.
- 5 червня 2005 року : Шенгенську угоду та Дублінський регламент затверджують 54,6% виборців.
- 25 вересня 2005 року : поширення вільного пересування осіб на десять нових членів Європейського Союзу приймають 56,0% виборців.
- 26 листопада 2006 року : внесок у згуртованість у розмірі одного мільярда для десяти нових країн-членів Європейського Союзу (Закон про співробітництво Східної Європи) затверджено 53,4% виборців.
- 8 лютого 2009 року : поширення вільного пересування осіб на нових членів ЄС, Болгарію та Румунію, схвалено 59,61% виборців.
- 17 травня 2009 року : запровадження біометричних паспортів, як вимагає Шенгенське законодавство, схвалено 50,15% виборців.
- 17 червня 2012 року : федеральна народна ініціатива "Міжнародні угоди: нехай люди говорять!" (« Міжнародні згоди : la parole au peuple ! ») Щодо вимоги затвердження всіх міжнародних договорів на референдумі, розпочатому Кампанією за незалежну та нейтральну Швейцарію, відхилено 75,3% виборців.
- 9 лютого 2014 року : федеральну народну ініціативу "проти масової імміграції", яка обмежує вільне пересування людей з країн-членів ЄС, приймають 50,3% виборців.
- 27 вересня 2020 року : відхиляється популярна ініціатива "За помірну імміграцію", яка вимагатиме від уряду відмови від Угоди 1999 року про вільне пересування людей та запобігання укладенню майбутніх угод, що дозволяють вільне пересування людей іноземним громадянам 61,7% виборців.
- 15 травня 2022 року: прийняття постанови ЄС про Європейську прикордонну та берегову охорону, яка збільшить внесок швейцарського уряду в прикордонне агентство Frontex, схвалили 71,5% виборців.

Серед цих тринадцяти голосів три проти подальшої інтеграції з ЄС або за скасування інтеграції з ЄС (6 грудня 1992 р., 4 березня 2001 р. Та 9 лютого 2014 р.); решта десять - це голоси за поглиблення або підтримку інтеграції між Швейцарією та Європейським Союзом.

## Пропозиції щодо членства в ЄС
Швейцарія взяла участь у переговорах про угоду про ЄЕЗ з ЄС, підписала угоду 2 травня 1992 року та подала заявку на вступ до ЄС 20 травня 1992 року. Швейцарський референдум, проведений 6 грудня 1992 р., Відхилив членство в ЄЕЗ. Як наслідок, уряд Швейцарії припинив переговори про вступ до ЄС до подальшого повідомлення. Ратифікувавши другий раунд двосторонніх договорів, Швейцарська федеральна рада знизила свою характеристику повноправного членства Швейцарії в ЄС зі "стратегічної мети" до "варіанту" у 2006 році. Членство продовжувало залишатися метою уряду і було "довгостроковою метою" Федеральної ради до 2016 року, коли заморожена заявка Швейцарії була відкликана. Пропозиція була прийнята Радою держав, а потім Федеральною радою в червні. У листі від 27 липня Федеральна рада повідомила головуючий в Раді Європейського Союзу, що відкликає свою заявку.
Побоювання з приводу втрати нейтралітету та суверенітету є ключовими питаннями щодо членства деяких громадян. Опитування громадської думки Швейцарії у 2018 році показало, що лише 3% вважають, що приєднання до ЄС є реальним варіантом.
Популярна ініціатива "Так до Європи!", Яка закликає до негайних переговорів про членство в ЄС, була відхилена на референдумі 4 березня 2001 року 76,8% та усіма кантонами. Федеральна рада Швейцарії, яка виступала за членство в ЄС, порадила населенню проголосувати проти цього референдуму,  оскільки передумови для відкриття переговорів не були дотримані.
Нещодавно швейцарський федеральний уряд зазнав кількох значних поворотів у політиці, однак щодо конкретних домовленостей з ЄС про свободу пересування робітників та питань, що стосуються ухилення від сплати податків, розглядалися в рамках швейцарської банківської системи. Це було результатом першого саміту Швейцарія-ЄС у травні 2004 року, де було підписано дев'ять двосторонніх угод. Колишній президент Єврокомісії Романо Проді заявив, що домовленості "наблизили Швейцарію до Європи". Джозеф Дайс із швейцарської Федеральної ради сказав: "Ми, можливо, знаходимося не в самому центрі Європи, але ми, безумовно, в самому центрі Європи". Він продовжив: "Ми починаємо нову еру відносин між нашими двома суб'єктами".
Населення Швейцарії погодилося на участь своєї країни у Шенгенській угоді та приєдналося до цієї території у грудні 2008 р.
Результат референдуму щодо розширення свободи пересування людей до Болгарії та Румунії, які приєднались до ЄС 1 січня 2007 року, змусив Швейцарію порушити свої зобов'язання перед ЄС. У вересні 2009 року швейцарський уряд заявив, що двосторонні договори не є рішеннями, і дебати щодо членства повинні бути розглянуті ще раз, тоді як ліві Партія зелених та Соціал-демократична партія заявили, що поновлюють свій намір на членство Швейцарії в ЄС.
На лютневому референдумі з питань імміграції у Швейцарії, який проводився федеральною народною ініціативою "проти масової імміграції", швейцарські виборці жорстко схвалили заходи, що обмежують свободу пересування іноземних громадян до Швейцарії. Європейська комісія заявила, що їй доведеться вивчити наслідки результату для відносин між ЄС та Швейцарією. Через відмову Швейцарії надати Хорватії вільне пересування людей, ЄС прийняв доступ Швейцарії до програми мобільності студентів Еразмус + лише як "країну-партнера", на відміну від "країни програми", а ЄС заморозив переговори про доступ до ринок електроенергії ЄС. 4 березня 2016 року Швейцарія та ЄС підписали договір, який поширює угоду про вільне пересування людей до Хорватії, що призвело до повного реадмісії Швейцарії до програми "Горизонт 2020", європейської системи фінансування досліджень та розробок. Договір був ратифікований Національною радою 26 квітня  за умови, що буде знайдено вихід із глухого кута щодо здійснення референдуму 2014 року.  Договір був прийнятий у грудні 2016 р. Це дозволило Швейцарії знову приєднатися до програми "Горизонт 2020" 1 січня 2017 року.

## Зовнішня політика
У сфері зовнішньої політики та політики безпеки Швейцарія та ЄС не мають загальних угод. Але у своєму звіті про безпеку за 2000 рік Федеральна рада Швейцарії заявила про важливість сприяння стабільності та миру поза межами Швейцарії та побудові міжнародної спільноти спільних цінностей. Згодом Швейцарія почала співпрацювати у проєктах спільної зовнішньої політики та політики безпеки ЄС (CFSP). Швейцарія надала персонал або матеріали для місій ЄС з підтримання миру та безпеки в Боснії та Герцеговині, Демократичній Республіці Конго, Косово, Македонії та Ачеху в Індонезії.
Також налагоджена тісна співпраця у сфері міжнародних санкцій. Станом на 2006 рік Швейцарія прийняла п'ять санкцій ЄС, запроваджених поза межами ООН. Постраждалі від колишньої Республіки Югославії (1998), М'янми (2000), Зімбабве (2002), Узбекистану (2006) та Білорусі (2006).

## Використання євро в Швейцарії
Валютою Швейцарії є швейцарський франк. Швейцарія (разом із Ліхтенштейном ) перебуває в незвичному положенні, коли її оточують країни, які використовують євро. Як результат, євро де-факто приймається в багатьох місцях, особливо біля кордонів та в туристичних регіонах. Швейцарська федеральна залізниця приймає євро як на касах, так і в автоматичних автоматах. Також багато громадських телефонів, торгових автоматів або автоматів для продажу квитків приймають монети євро. Багато магазинів та дрібні підприємства, які приймають євро, роблять лише купюри та дають обмін у швейцарських франках, як правило, за менш вигідним курсом обміну, ніж банки. Багато банківських банкоматів випускають євро за обмінним курсом, а також швейцарські франки.
6 вересня 2011 року швейцарський франк фактично закріпився за євро: франк завжди плавав самостійно, доки його подорожчання не стало неприйнятним під час боргової кризи єврозони. Швейцарський національний банк встановив прив'язку швейцарських франків / євро, яка передбачала мінімальний обмінний курс 1,20 франка до євро без верхньої межі. Банк зобов'язався підтримувати цей обмінний курс для забезпечення стабільності. Прив'язка була відмовлена від 15 січня 2015 року, коли поновлений тиск на швейцарський франк, що зростав, перевищив рівень толерантності Банку.